# Cerro Largo megye
Cerro Largo egy megye Uruguayban. A fővárosa Melo.

## Földrajz
Az ország keleti részén található. Megyeszékhely: Melo